# Sepúlveda Point
Der Sepúlveda Point (spanisch Punta Sepúlveda, in Argentinien Punta Virto) ist eine Landspitze an der Danco-Küste des Grahamlands auf der Antarktischen Halbinsel. In der Charlotte Bay markiert sie als nördlicher Ausläufer der Eurydike-Halbinsel die südliche Begrenzung der Einfahrt zur Recess Cove.
Teilnehmer der 6. Chilenische Antarktisexpedition (1951–1952) benannten sie nach Leutnant Hernán Sepúlveda Gore, der bei dieser Forschungsreise zur Besatzung auf dem Schiff Lientur gehört hatte. Das UK Antarctic Place-Names Committee übertrug diese Benennung 1978 ins Englische. Der Hintergrund der argentinischen Benennung ist nicht überliefert.